# Répceszemere, Győr-Moson-Sopron
Répceszemere  este un sat în districtul Kapuvár, județul Győr-Moson-Sopron, Ungaria, având o populație de 306 locuitori (2011). 

## Demografie
Componența etnică a satului Répceszemere
     Maghiari (94,72%)
     Romi (3,77%)
     Germani (1,51%)
Componența confesională a satului Répceszemere
     Luterani (2,94%)
     Necunoscută (96,08%)
     Fără religie (0,98%)
Conform recensământului din 2011, satul Répceszemere avea 306 locuitori. Din punct de vedere etnic, majoritatea locuitorilor (94,72%) erau maghiari, existând și minorități de romi (3,77%) și germani (1,51%). Nu există o religie majoritară, locuitorii fiind  și luterani (2,94%). Pentru 96,08% din locuitori nu este cunoscută apartenența confesională.